# Talwar
Talwar, de asemenea, scris talwaar și tulwar, este un tip de sabie din Subcontinentul Indian și se găsește în țările moderne din India, Pakistan, Bangladesh și Nepal.

## Etimologia
Cuvântul talwar provine din Sanscrită (taravāri ,Sanscrită sanscrită तरवारि), însemnând "o sabie cu două tăișuri".

## Istoria
Aceasta are originea alături de alte săbii curbate, cum ar fi shamshir-ul persan, kilijul turc și pulwarul afgan, toate aceste săbii fiind inițial derivate din vechile săbii curbate dezvoltate în Asia Centrală turcică.

## Caracteristici

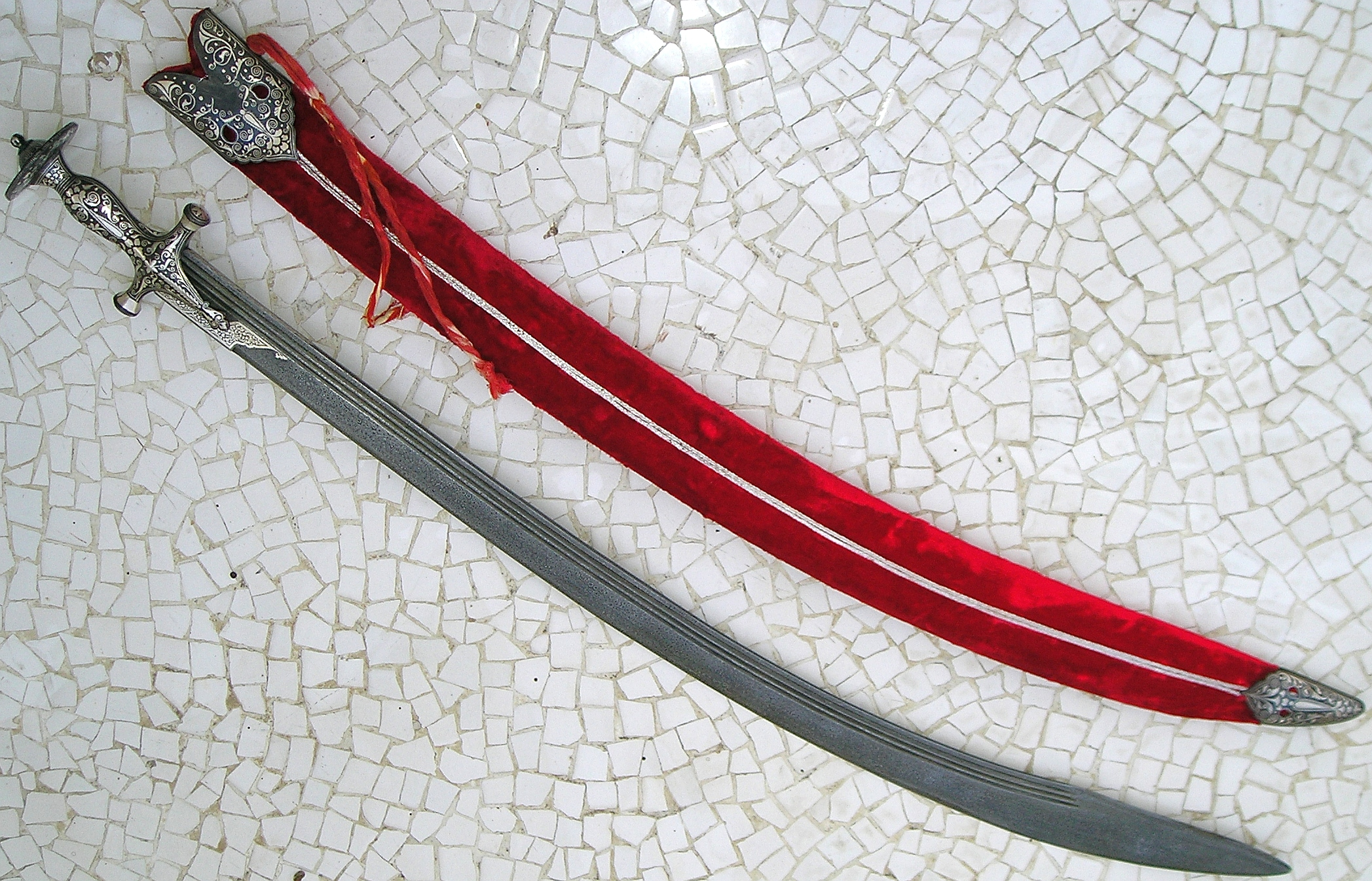
Talwar cu o lama wootz și decoratiuni din argint. A se observa lărgirea lamei langa varf.

Talwarul a fost produs în mai multe variante, cu diferite tipuri de lame. Unele lame sunt foarte neobișnuite, de la cele cu varf dublu (zulfikar) la cele cu lame masive (uneori numite tegha - de multe ori considerate a fi arma călăului, dar cu puține dovezi). Totuși, toate aceste lame sunt curbate (cu o curbură nu la fel de radicala ca la shamshir), iar marea majoritate a acestora au lame tipice unei săbii generalizate.
Multe exemple de talwar prezintă o creștere a curburii în jumătatea distală a lamei, comparativ cu curbura de lângă mâner. De asemenea, este relativ frecventă lărgirea lamei lângă varf (fara treapta spre spate a lamei caracteristică yelmanului kilijului). Profilul lamei sabiei britanice de cavalerie usoara modelul 1796 este similar cu unele exemple de talwar, și s-a sugerat că acesta a contribuit la designul sabiei britanice.
Un talwar tipic are o lamă mai lată decât un shamshir. Exemple târzii aveau de multe ori lame europene puse pe mânere indiene distinctive.Măciulia are de multe ori are un vârf scurt ieșind din centru, uneori, străpuns de un cablu pentru a fixa sabia de încheietura mâinii. Mânerul include o gardă simplă care are frecvent o apărătoare subțire de degete atașată. Mânerul este, de obicei, în întregime din fier, deși s-au găsit si mânere de alamă și argint, și este conectat de lamă printr-un puternic adeziv. Exemple mai ornate de talwar sunt decorate de multe ori cu aur sau argint cu o metoda numita koftgari.

## Utilizare
Talwarul a fost utilizat atât de către cavalerie cât și de infanterie. Mânerul talwarului este strâns și discul proeminent al măciuliei se presează de încheietura mâinii dacă sunt făcute încercări de a taia ca o sabie convențională. Aceste caracteristici ale mânerului rezultă într-o prindere sigură și destul de inflexibilă a armei, forțând utilizarea variantelor mișcării eficiente de "tăiere trasa". Faptul că acesta nu are o curbură a lamei la fel de radicală cu cea a shamshirului indică faptul că acesta ar putea fi folosit pentru împuns cât si pentru tăiat. Vârful ascuțit atașat de măciulie poate fi folosit pentru a lovi adversarul în circumstanțele unei lupte foarte apropiate, atunci când nu se poate folosi tăișul.

## Galerie

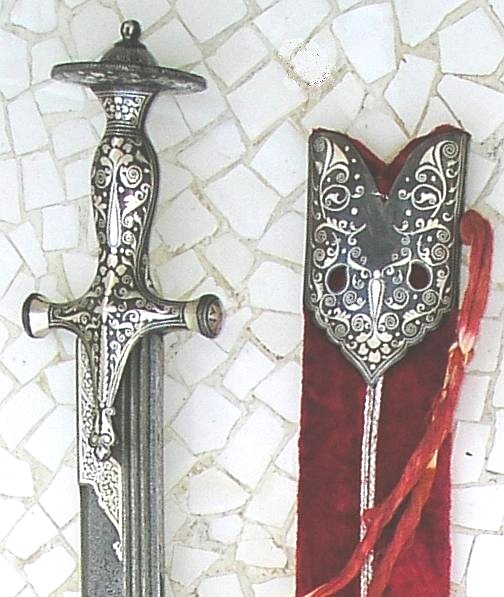
Talwar cu mâner simplu, decorat cu argint în mod koftgari.
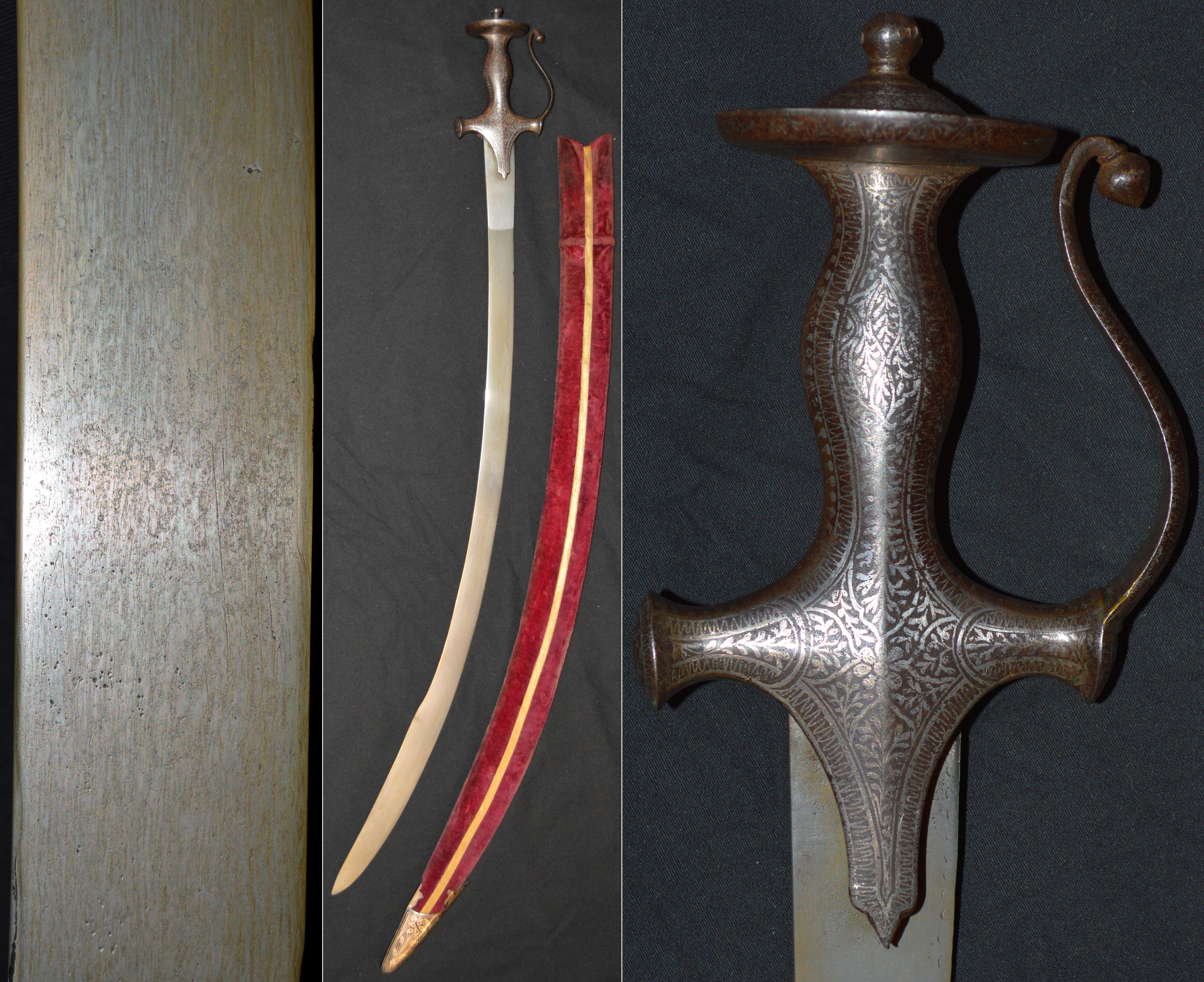
Talwar cu mâner cu apărătoare de degete, sec.XIX, decorat cu argint (koftgari), lamă din otel damasc.
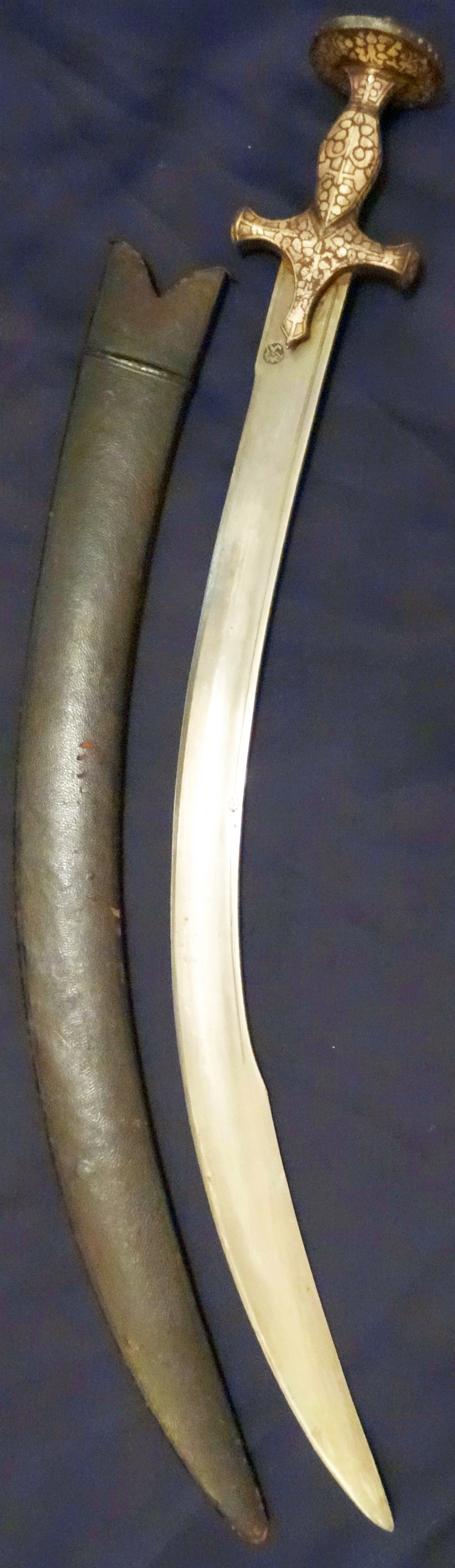
Talwar, sec.XIX, mâner din oțel.
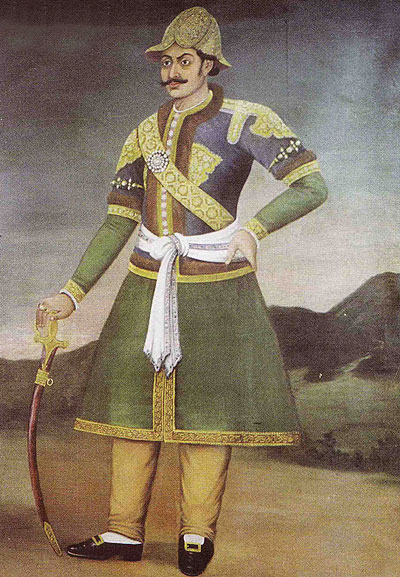
Mukhtiyar din Nepal cu un talwar în mână.
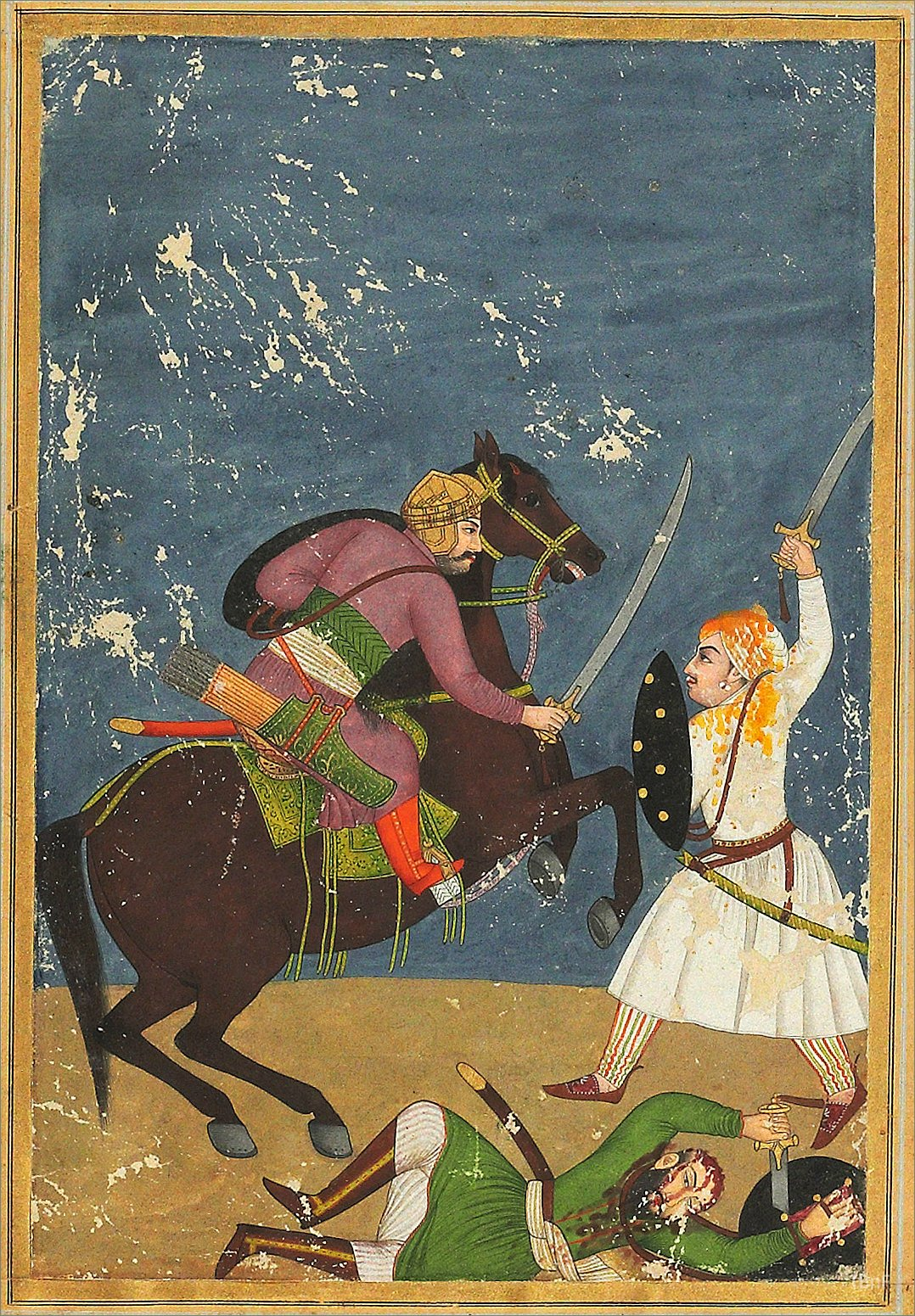
Războinici indieni luptându-se cu talwari, sec.XVII.
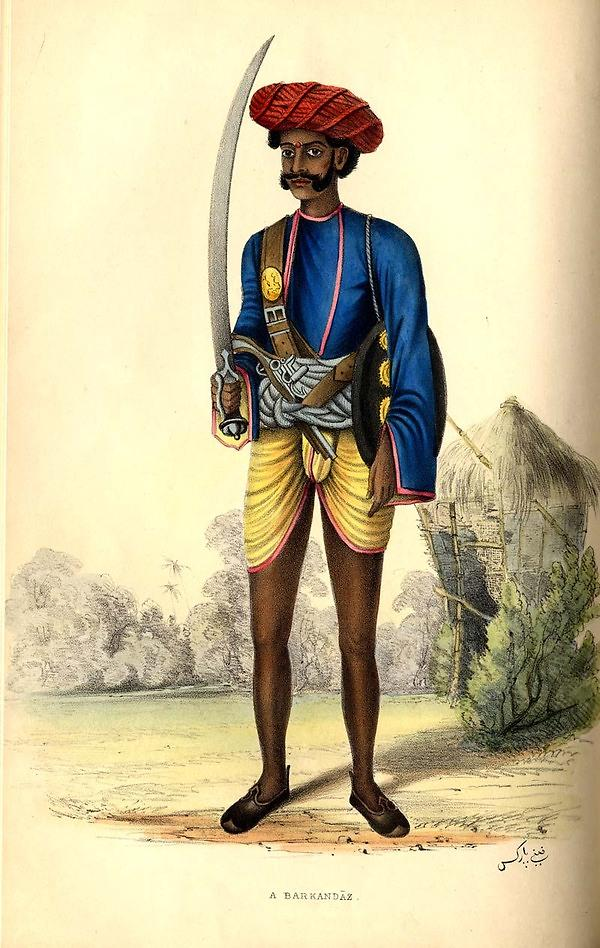
Soldat Indian cu un talwar în mână, 1850.

## Vezi și
- Sabre
- Shamshir
- Kukri
- Pulwar